# Lilly Wood and the Prick
Lilly Wood and the Prick este un duo israeliano-francez de muzică alternativă, pop și folk, compus din Nili Hadida și Benjamin Cotto.

## Discografie

### Albume
| Titlu              | Detalii                                                                                   | Poziții | Poziții  | Poziții |
| Titlu              | Detalii                                                                                   | FRA     | BEL (Wa) | SWI     |
| ------------------ | ----------------------------------------------------------------------------------------- | ------- | -------- | ------- |
| Invincible Friends | - Lansat: 31 May 2010 - Casă de discuri: Wagram Music - Formate: Digital download, CD     | 40      | 177      | 92      |
| The Fight          | - Lansat: 5 November 2012 - Casă de discuri: Wagram Music - Formate: Digital download, CD | 16      | 81       | —       |

### Single-uri
| An   | Single                             | Poziție | Poziție | Poziție  | Poziție  | Poziție | Poziție | Poziție | Poziție | Poziție | Poziție | Poziție | Album              |
| An   | Single                             | FRA     | AUT     | BEL (Vl) | BEL (Wa) | DEN     | GER     | NL      | SWE     | SWI     | UK      | US      | Album              |
| ---- | ---------------------------------- | ------- | ------- | -------- | -------- | ------- | ------- | ------- | ------- | ------- | ------- | ------- | ------------------ |
| 2011 | "Down the Drain"                   | 67      | —       | —        | 91       | —       | —       | —       | —       | —       | —       | —       | Invincible Friends |
| 2011 | "This Is a Love Song"              | 84      | —       | —        | 82       | —       | —       | —       | —       | —       | —       | —       | Invincible Friends |
| 2012 | "Middle of the Night"              | 103     | —       | —        | —        | —       | —       | —       | —       | —       | —       | —       | The Fight          |
| 2012 | "Where I Want to Be (California)"  | 88      | —       | —        | —        | —       | —       | —       | —       | —       | —       | —       | The Fight          |
| 2014 | "Long Way Back"                    | 163     | —       | —        | —        | —       | —       | —       | —       | —       | —       | —       | N/A                |
| 2014 | "Into Trouble"                     | 78      | —       | —        | —        | —       | —       | —       | —       | —       | —       | —       | N/A                |
| 2014 | "Prayer in C" (Robin Schulz remix) | 1       | 1       | 1        | 1        | 1       | 1       | 1       | 1       | 1       | 1       | 29      | N/A                |